# エラステック
エラステック株式会社（英: ELASTEC CORPORATION ）は、愛知県岡崎市にある研削ホイール・メーカーである。

## 概要
島根県出身の創業者（祖先の出自は山口県）が名古屋市中川区で工業用レジノイド・ボンド研削砥石の生産を始め、その砥石を用いる機械の製造等もグループとして行うなど、「研削・切断・研磨」技術関連の有力企業に成長した。
その過程で本社･工場を現在地に移転するとともに、社名も、「名古屋エラスチック製砥」から、エラス・グループの中核として、エラステックに改称した。

## 沿革
- 1939年 - レジノイド研削砥石専業メーカーとして創業。
- 1947年 - 設立。
- 1962年 - 10月27日、岡崎市岡町に工場が建てられる[1]。

## 事業所
- 本社（愛知県岡崎市）
- 営業所
  - 仙台、北関東、東京、名古屋、大阪、倉敷、小倉
- 出張所
  - 群馬、千葉、岡崎、北陸、和歌山、姫路、安来、徳山

## 関連分野
- 工具
- 砥石
- 研削
- 工作機械
- 窯業